# Jaundea spinulata
Jaundea spinulata – gatunek kosarza z podrzędu Laniatores i rodziny Assamiidae. Jedyny znany przedstawiciel monotypowego rodzaju Jaundea.

## Występowanie
Gatunek występuje w Kamerunie.